# Haus Holtwick
Das Haus Holtwick ist eine abgegangene mittelalterliche Niederungsburg am Rande des Ortsteils Holtwick der Gemeinde Rosendahl im Kreis Coesfeld (Nordrhein-Westfalen).

## Geschichte
Eine Ausgrabung im Jahr 2004 ergab, dass auf dem Burgareal eine bis in das 8. Jahrhundert zurückreichende Siedlung bestanden hatte. Als das Haus Holtwick 1292 erstmals erwähnt wurde, hieß es noch Hof tor Horst. Besitzer war der Ritter Heinrich Norendin. Das Gut war ein Lehen des Hochstifts Münster. Gleichzeitig war der Hof ein sogenanntes Zwölflingsgut der bischöflichen Landesburg Nienborg. Die Einrichtung der Zwölflingsgüter lässt sich nur für die Nienborg und die Burg Horstmar nachweisen. Die Zwölflinge besaßen die Aufgabe, bei Bedarf wie der Abwesenheit der eigentlichen Burgmannen Burgdienste zu leisten und die Burg zu verteidigen. Dafür besaßen sie ein Wohnrecht in der Landesburg.
Seit 1421 war Ortwin von Graes Inhaber des Lehens über Hof tor Horst. Der Familie von Graes folgte 1538 Claus von Münchhausen. 1624 verstarb Bernhard von Münchhausen als letzter Angehöriger dieses Geschlechts. Nach längerem Rechtsstreit gelangte das Haus 1643 in den Besitz der Familie Droste zu Vischering, die dort bis 1690 wohnte. Danach wurde Haus Holtwick nur noch von bürgerlichen Familien bewirtschaftet. Heute gehört es der Gemeinde Rosendahl.

## Beschreibung
Von der Burg steht einzig noch das Torhaus von 1670. Über das Aussehen des Hauptgebäudes der Burg können keine Angaben gemacht werden, da dieses bei einer Ausgrabung 2004 nur mit einem Mauereck erfasst wurde. Eine Beschreibung von 1624 verzeichnet eine Küche mit Keller und benachbarter Kammer, eine große Stube neben der Küche, ein hinteres Schlafkämmerchen, eine Jungfernkammer, ein Kinderhöfeken, eine Deele, einen Milchkeller, einen eingewölbten Keller unter dem Saal, ein Brau- und Backhaus, ein Bauhaus, einen Pferdestall und eine Pforte. Umgeben war das Gebäude von einem Graben. 1632 erwähnte Schießlöcher mögen sich in einer umgebenden Mauer befunden haben. Bei der Ausgrabung wurde auch eine Remise aus der Barockzeit freigelegt. Im Rheinisch-westfälischen Urkataster von 1834 ist zu erkennen, dass das Gräftensystem ursprünglich weit umfangreicher als heute war und wohl auch eine Vorburg existiert hatte. Der heutige Graben ist modern und stimmt mit seinen Maßen nicht mit der ursprünglichen Gräfte überein.